# Emilce Sosa
Emilce "Mimi" Sosa (11 de setembro de 1987) é uma voleibolista argentina.

## Carreira
Emilce Sosa em 2016 representou a Seleção Argentina de Voleibol Feminino nos Jogos Olímpicos de Verão no Rio de Janeiro, que foi 9º colocada.

## Títulos e resultados
- Campeonato Argentino de 2024

### Prêmios individuais
- MVP do Campeonato Argentino de 2024